# Moses Cohen Henriques
 (décembre 2020).
Moses Cohen Henriques est un corsaire et pirate hollandais d'origine juive séfarade portugaise, opérant dans les Caraïbes au XVIIe siècle. 

## Biographie
Moses Cohen Henriques a aidé l'officier de marine et héros populaire hollandais, l'amiral Piet Pieterszoon Hein, de la Compagnie néerlandaise des Indes occidentales, à capturer la flotte au trésor espagnole lors de la bataille de la baie de Matanzas à Cuba, pendant la guerre de quatre-vingt ans, en 1628. 
Une partie de la flotte espagnole au Venezuela avait été informé parce qu'un marin hollandais avait perdu son chemin sur l'île de Blanquilla et avait été capturé, trahissant le plan, mais l'autre partie de la flotte au Mexique a poursuivi son voyage, ignorant la menace. Seize navires espagnols ont été interceptés ; un galion a été pris après une rencontre surprise de nuit, neuf petits commerçants ont été amenés à se rendre ; deux petits navires ont été pris en mer en fuite, quatre galions en fuite ont été piégés sur la côte cubaine dans la baie de Matanzas. Après quelques volées de mousquets de sloops hollandais, leurs équipages se sont également rendus et les Hollandais ont capturé 11 509 524 florins néerlandais de butin en or, argent et autres biens de commerce coûteux, comme l'indigo et la cochenille, sans effusion de sang. Les Hollandais n'ont pas fait de prisonniers : ils ont fourni aux équipages espagnols suffisamment de provisions pour une marche à La Havane . 
Moses Cohen Henriques a ensuite dirigé un contingent juif au Brésil sous la domination hollandaise et a établi sa propre île pirate au large des côtes brésiliennes. Après la reconquête du nord du Brésil par l'Empire portugais en 1654, Moses Cohen Henriques a fui l'Amérique du Sud et a fini par devenir conseiller du pirate Henry Morgan. Même si son rôle de pirate a été révélé lors de l'Inquisition espagnole, il n'a jamais été pris. 